# قوبي تورتونيز
قوبي تورتونيزي المعروف بسمكة تورتونيسي، هو نوع من أنواع أسماك القوبي يعيش في البحر الأبيض المتوسط، حيث يُعرف بوجوده في مرسى علي، صقلية، وجزيرة فروة في غرب ليبيا. يتواجد هذا النوع في المياه الضحلة التي تتراوح ملوحتها من شبه المالحة إلى قليلة الملوحة العالية. يفضل البيئات ذات الرواسب الرملية القريبة من مروج الأعشاب البحرية.

## النظام الغذائي
```
يتكون نظامه الغذائي من 
القشريات
 الصغيرة 
وبطنيات القدم
.
[
1
]
 يهدد هذا النوع من الأسماك 
تجزئة
 
وتدمير موطنه
 المفضل بسبب 
الترسبات
.
```

## أصل التسمية
```
يُكرم 
الاسم المحدد
 لهذه السمكة 
عالم الحيوان
 الإيطالي إنريكو تورتونيزي (1911-1987) من 
متحف التاريخ الطبيعي المدني
 في 
جنوة
.
[
2
]
```